# Courcoué
Courcoué – miejscowość i gmina we Francji, w Regionie Centralnym, w departamencie Indre i Loara.
Według danych na rok 1990 gminę zamieszkiwało 259 osób, a gęstość zaludnienia wynosiła 17 osób/km² (wśród 1842 gmin Regionu Centralnego Courcoué plasuje się na 882. miejscu pod względem liczby ludności, natomiast pod względem powierzchni na miejscu 873.).